# Sophia Ganahl
Sophia Ganahl (* 18. September 1995 in Bludenz) ist eine ehemalige österreichische Snowboarderin im Austrian Snowboard Cross Team. Sie ist	Österreichische Vizemeisterin Snowboardcross (2011).

## Werdegang
2011 startete Sophia Ganahl im Februar in Saalbach bei ihrem ersten FIS-Rennen, wo sie auf Anhieb den zweiten Rang belegte und im März wurde sie Österreichische Vizemeisterin Snowboardcross hinter der Wienerin Maria Ramberger.
Im Februar 2012 feierte die Montafonerin ihren ersten Sieg bei einem FIS-Snowboardcross-Rennen. Nach der Saison 2017 beendete sie ihre aktive Karriere.
Sophia Ganahl besuchte das Skigymnasium Stams und lebt in Bartholomäberg.

## Sportliche Erfolge

### FIS-Rennen
Diese Rennen sind vom Internationalen Skiverband (FIS) veranstaltete Snowboard-Wettbewerbe, die keiner Rennserie angehören:
| Datum/Jahr    | Platzierung | Wettbewerb | Austragungsort       | Disziplin      | Bemerkung                                                       |
| ------------- | ----------- | ---------- | -------------------- | -------------- | --------------------------------------------------------------- |
| 5. Feb. 2012  | 1           | FIS-Rennen | Hohenems             | Snowboardcross |                                                                 |
| 14. Jan. 2012 | 11          | FIS-Rennen | Sedrun               | Snowboardcross | als beste Österreicherin                                        |
| 11. Feb. 2011 | 2           | FIS-Rennen | Saalbach-Hinterglemm | Snowboardcross | erster internationaler Start bei der Saalbacher SBX Trophy 2011 |

### Staatsmeisterschaften
| Datum/Jahr   | Platzierung | Wettbewerb             | Austragungsort | Disziplin      | Bemerkung                     |
| ------------ | ----------- | ---------------------- | -------------- | -------------- | ----------------------------- |
| 6. März 2011 | 2           | National Championships | Kühtai         | Snowboardcross | Österreichische Vizemeisterin |